# Forstwald (Krefeld)
Forstwald – dzielnica miasta Krefeld w Niemczech, w kraju związkowym Nadrenia Północna-Westfalia, w rejencji Düsseldorf.

## Historia
Teren ten pierwotnie należał do obszaru dawnej gminy Vorst, która z kolei od 1970 roku jest dzielnicą dzisiejszego sąsiedniego miasta Tönisvorst i która sprzedała go wówczas kupcowi z Krefeld Gerhardowi Schumacherowi. Schumacher kazał ponownie zalesiać ten obszar, tworząc dzisiejszy las w Krefeld (Krefelder Forstwald).

## Populacja

### Demografia
Według spisu ludności z 2023 roku w dzielnicy Forstwald mieszkało 3595 mieszkańców, z czego 1725 to mężczyźni, a 1870 to kobiety. 3384 mieszkańców dzielnicy ma pochodzenie niemieckie, a 211 pochodzenie zagraniczne.